# Steinhatchee, Florida
Steinhatchee, Florida (енгл. Steinhatchee) насељено је место без административног статуса у америчкој савезној држави Флорида.

## Демографија
По попису из 2010. године број становника је 1.047.
| Група             | 2000.    | 2010.         |
| Белци             | 0 (0,0%) | 1.019 (97,3%) |
| Афроамериканци    | 0 (0,0%) | 0 (0,0%)      |
| Азијати           | 0 (0,0%) | 3 (0,3%)      |
| Хиспаноамериканци | 0 (0,0%) | 20 (1,9%)     |
| Укупно            | 0        | 1.047         |